# Tirà gris
El tirà gris (Tyrannus dominicensis) és una espècie d'ocell del Sud-est dels Estats Units, les Antilles, Panamà i el nord de Sud-amèrica. Pertany a la família Tyrannidae de l'ordre Passeriformes.

## Distribució
Cria en el Sud-est dels Estats Units, les Antilles, i el nord de Sud-amèrica, però hiverna en L'Espanyola, Puerto Rico, les Antilles Menors, Panamà i el nord de Sud-amèrica. A Cuba és resident entre el 19 de febrer i el 6 d'octubre. Viu en els camps conreats, boscos poc densos i també a les ciutats.